# گمشده (فیلم ۱۹۸۲)
گمشده (به انگلیسی: Missing) یک فیلم درام زندگی‌نامه‌ای محصول ۱۹۸۲ به کارگردانی کوستا گاوراس است که بر اساس فیلم‌نامه‌ای نوشتهٔ گاوراس و دونالد ئی. استیوارت ساخته شده است. فیلم‌نامهٔ این کتاب اقتباسی است از کتاب اعدام چارلز هورمن: یک قربانی آمریکایی (۱۹۷۸) نوشته توماس هاوزر. داستان این فیلم پیرامون ناپدید شدن چارلز هورمن، روزنامه‌نگار آمریکایی، پس از کودتای شیلی است.
جک لمون، سیسی اسپیسک، ملانی مایرون، جان شی، جانیس رول و چارلز سیوفی در این فیلم به ایفای نقش پرداخته‌اند. این فیلم عمدتاً طی روزها و هفته‌های پس از ناپدید شدن هورمن اتفاق می‌افتد و به بررسی رابطهٔ بین همسر هورمن، بث، و پدرش، ادموند، و تلاش آن‌ها برای یافتن هورمن می‌پردازد.
این فیلم در ۱۲ فوریه ۱۹۸۲ در سینماها اکران شد و با تحسین منتقدان و موفقیت تجاری متوسطی مواجه شد و با بودجه ۹٬۵ میلیون دلاری توانست ۱۶ میلیون دلار بفروشد. این فیلم برای اولین بار در جشنواره فیلم کن در سال ۱۹۸۲ به نمایش درآمد و به‌طور مشترک (به همراه فیلم ترکی جاده) توانست نخل طلایی را دریافت کرد، همچنین جک لمون، برندهٔ جایزهٔ بهترین بازیگر مرد شد.
این فیلم در پنجاه و پنجمین دوره جوایز اسکار در چهار بخش نامزد شد: بهترین فیلم، بهترین بازیگر مرد (جک لمون)، بهترین بازیگر زن (سیسی اسپیسک) و بهترین فیلمنامه اقتباسی؛ که توانست جایزه بهترین فیلمنامه اقتباسی را به‌دست‌آورد.
این فیلم جنجال قابل توجهی در شیلی ایجاد کرد و در دوران دیکتاتوری آگوستو پینوشه ممنوع اعلام شد؛ این در حالی بود که در فیلم به صورت مشخص به شیلی و پینوشه اشاره نمی‌شود. (اگرچه شهرهای شیلی مانند وینیا دل مار و سانتیاگو در فیلم نام بده می‌شوند)

## موسیقی متن
موسیقی فیلم اثر ونجلیس، آهنگساز یونانی است. تم پیانوی این فیلم به‌طور گسترده در تبلیغات بازرگانی استفاده شده است، اما انتشار رسمی موسیقی متن فیلم هنوز رخ نداده است. تم اصلی اولین بار در آلبوم Themes در سال ۱۹۸۹ شنیده شد. تم اصلی همچنین در مجموعه موسیقی متن‌های معروف جشنواره کن (شصتمین سالگرد) موجود است.